# Pleasant View Township (Illinois)
Pleasant View Township est un township du comté de Macon dans l'Illinois, aux États-Unis,.

## Source de la traduction
- (en) Cet article est partiellement ou en totalité issu de l’article de Wikipédia en anglais intitulé « Pleasant View Township, Macon County, Illinois » (voir la liste des auteurs).